# Figura polare
La figura polare di un microfono è la rappresentazione grafica su di un piano della sensibilità di un microfono in funzione della direzione di provenienza di un segnale che lo colpisce.
Questo tipo di diagramma si presenta come una linea curva chiusa (o insieme di più linee di questo tipo) e simmetrica rispetto all'asse del microfono, al cui interno si trova contenuto il polo che rappresenta la "punta" del microfono stesso: la linea rappresenta la curva di livello relativa ad un generico valore di intensità di risposta del microfono stesso, e come tale fornisce una rapida indicazione visiva di come l'intensità di risposta sia geometricamente distribuita intorno al microfono stesso.
Il piano rappresentato è un qualsiasi piano passante per l'asse del microfono, semplificazione resa possibile dalla simmetria cilindrica della distribuzione spaziale della sensibilità di risposta prodotta dalla maggior parte dei microfoni.
La figura polare è spesso denominata diagramma polare, benché questa seconda espressione risulti impropria essendo la rappresentazione fatta del tutto qualitativa e non quantitativa, e come tale non definibile come diagramma.
Le figure più comuni sono le seguenti:

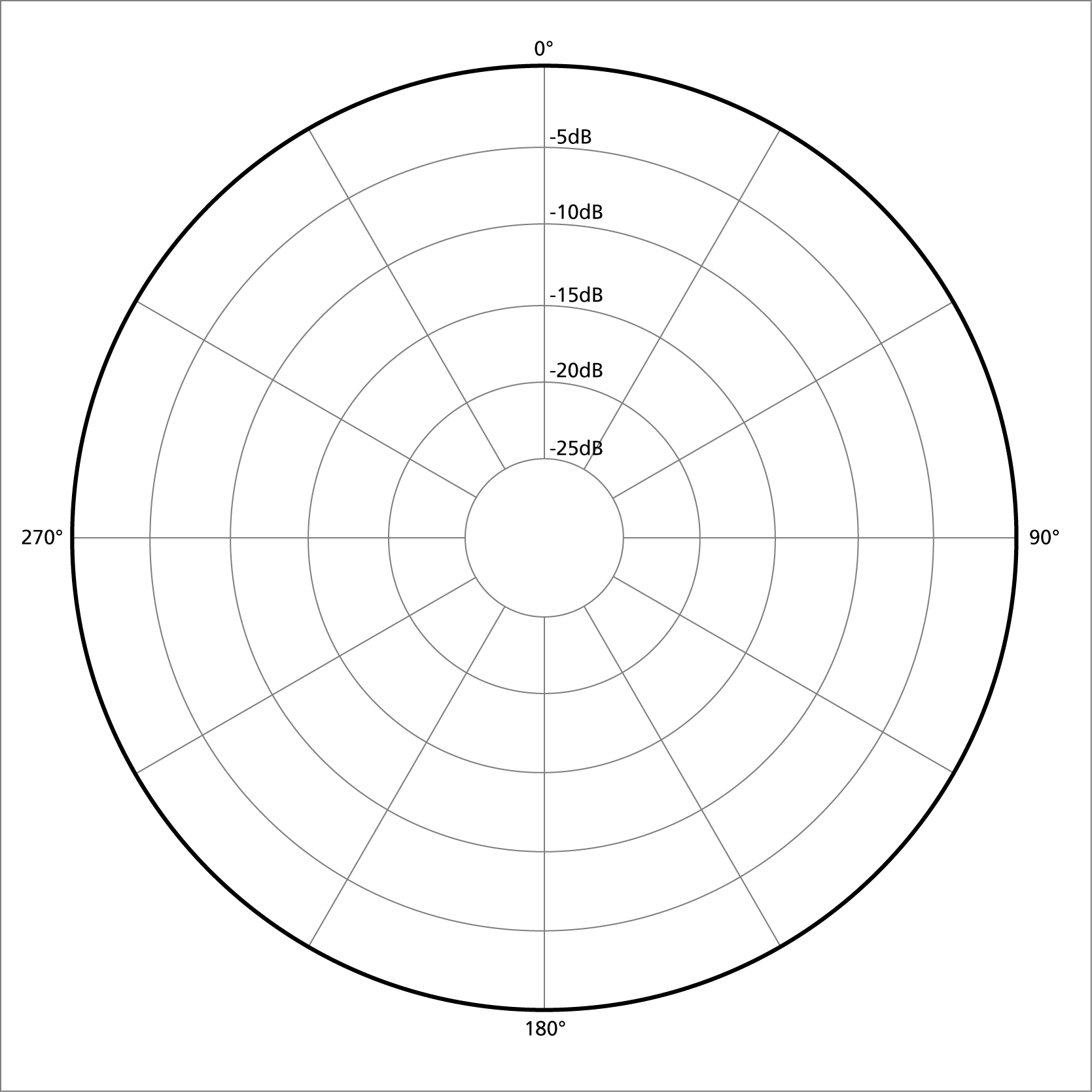
Omnidirezionale
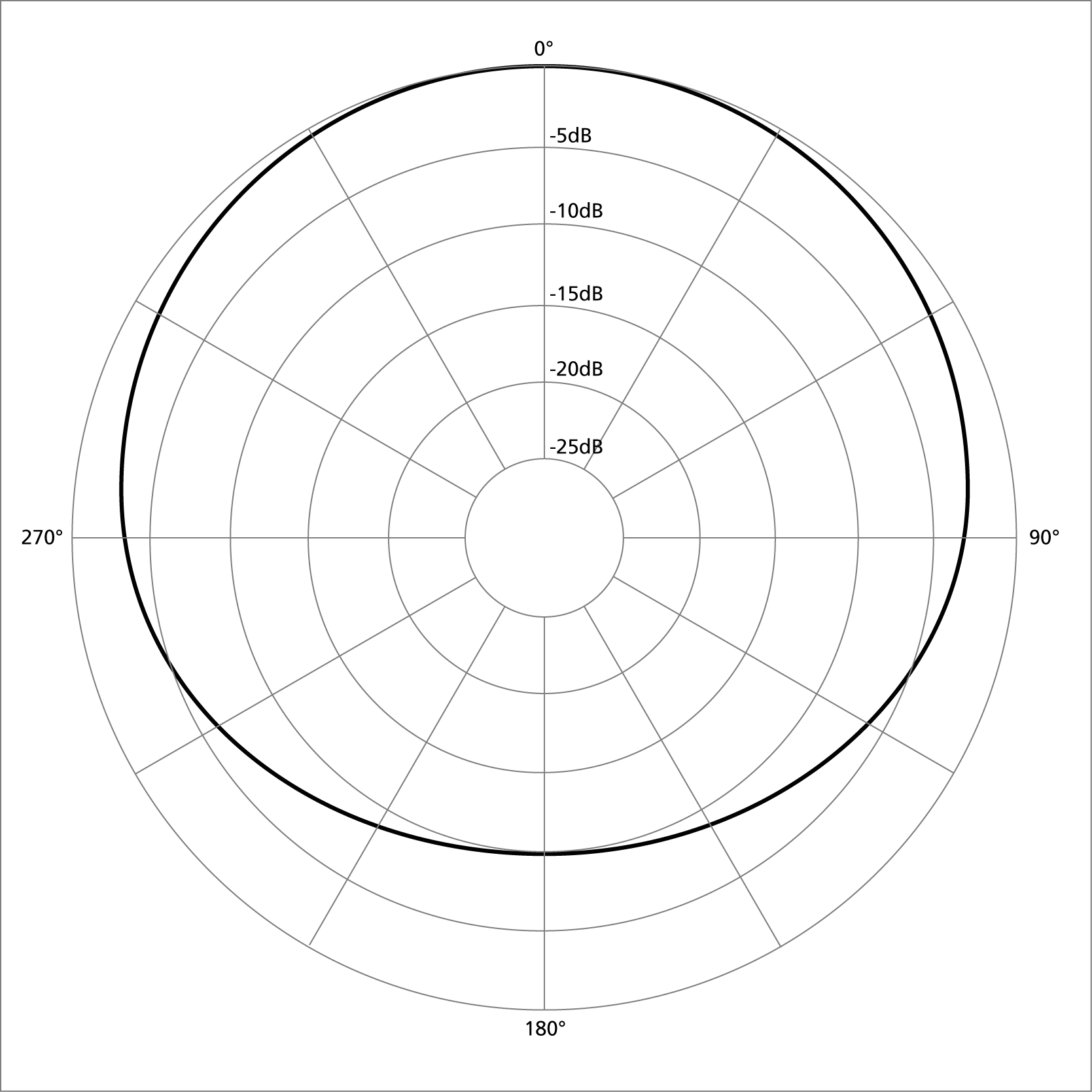
Subcardioide
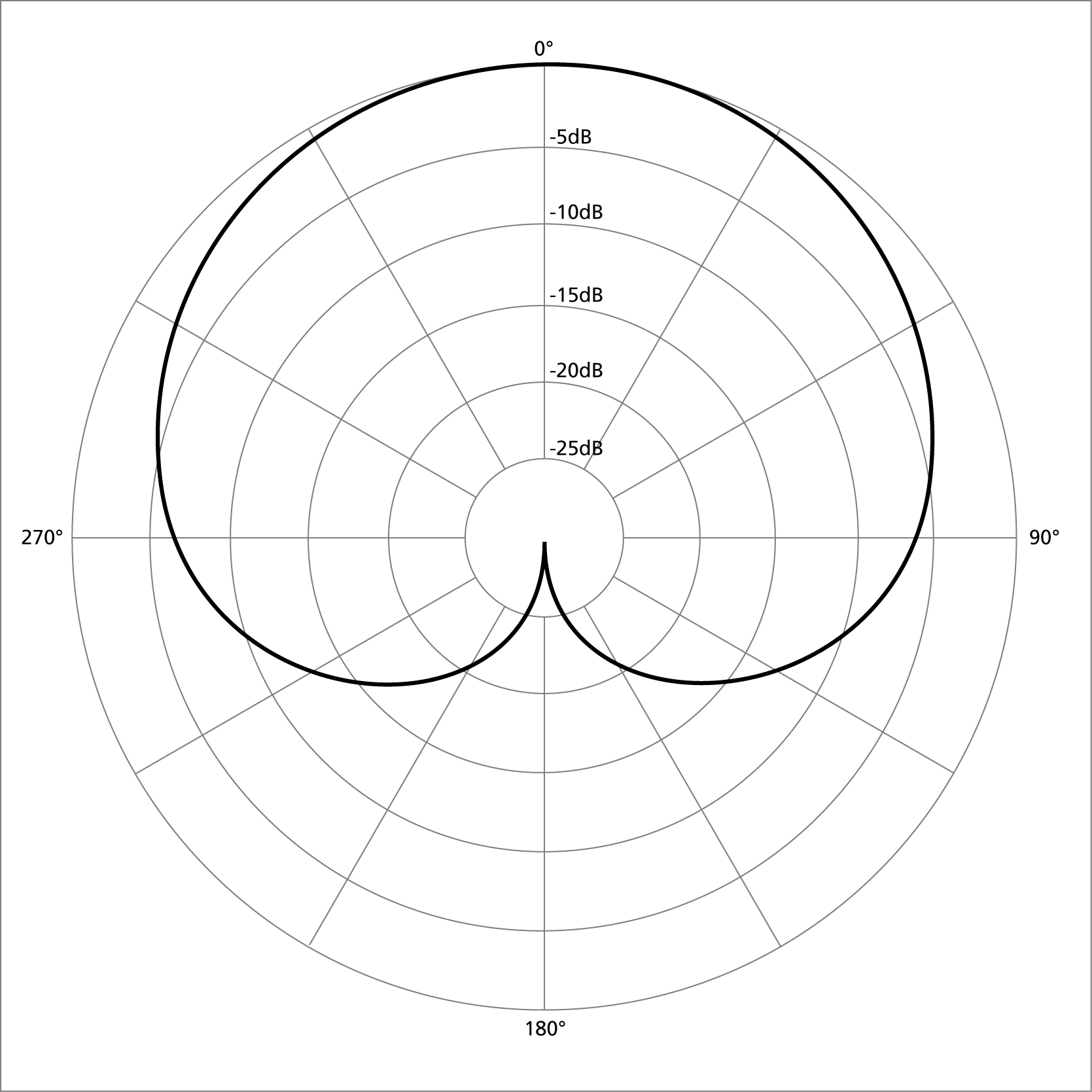
Cardioide
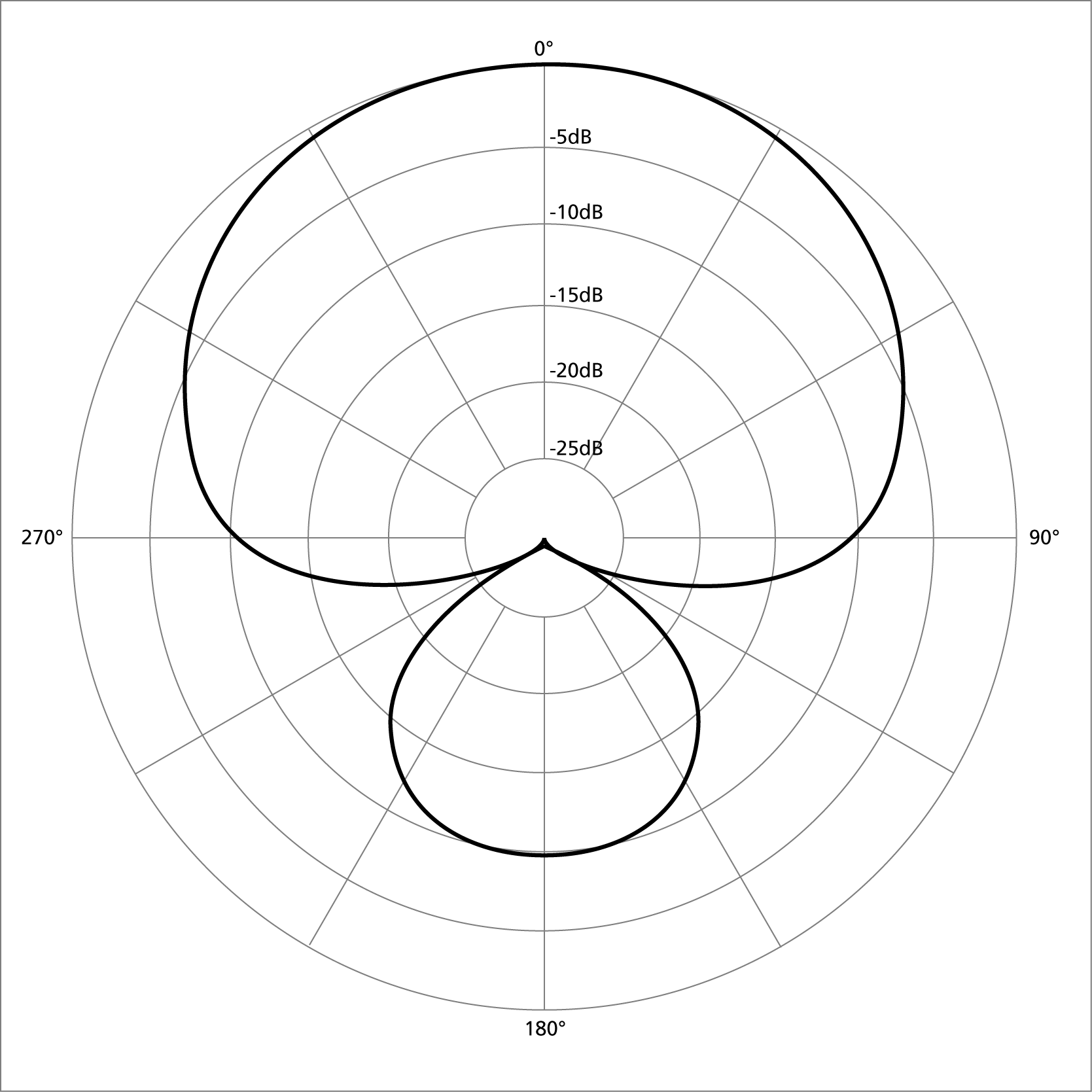
Supercardioide
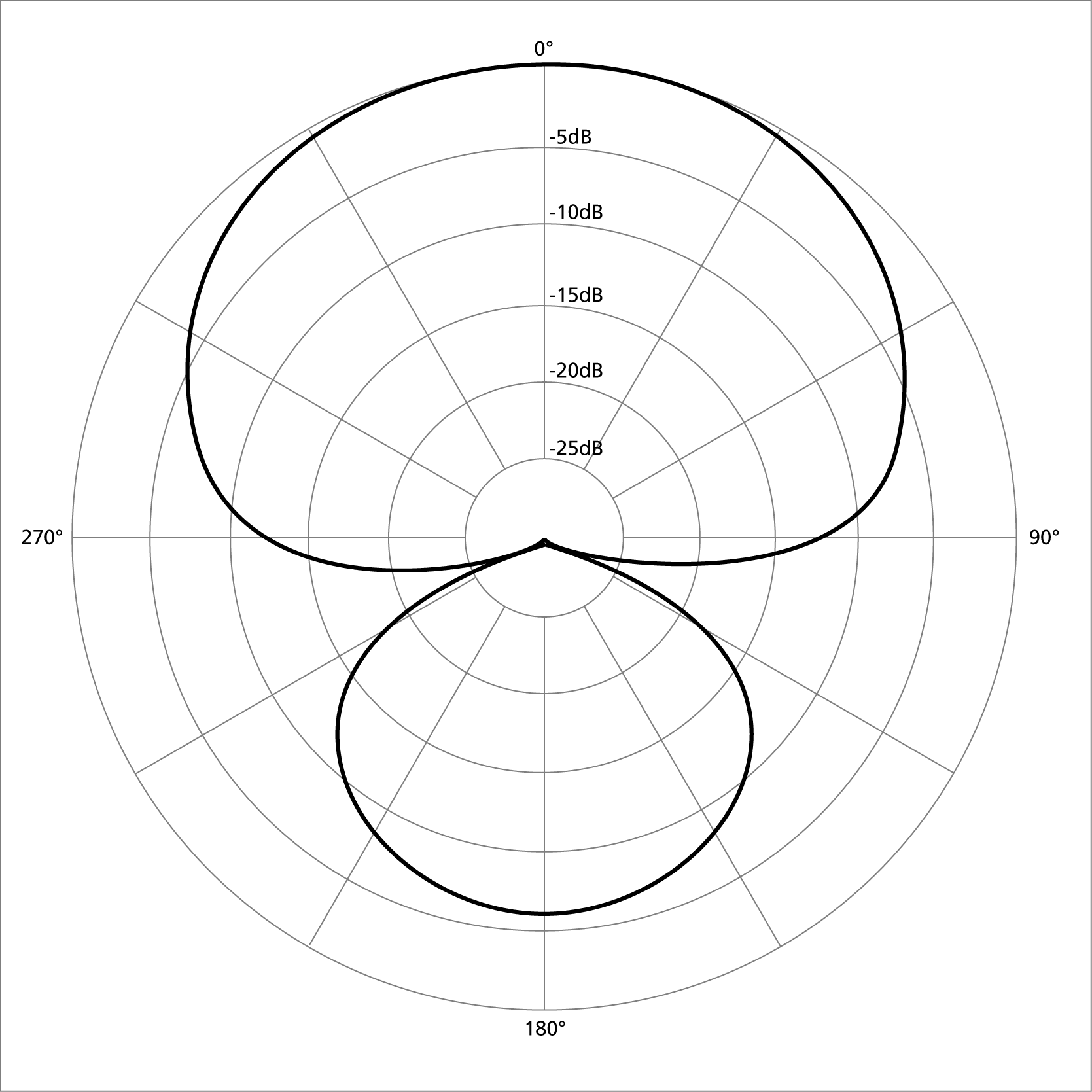
Ipercardioide
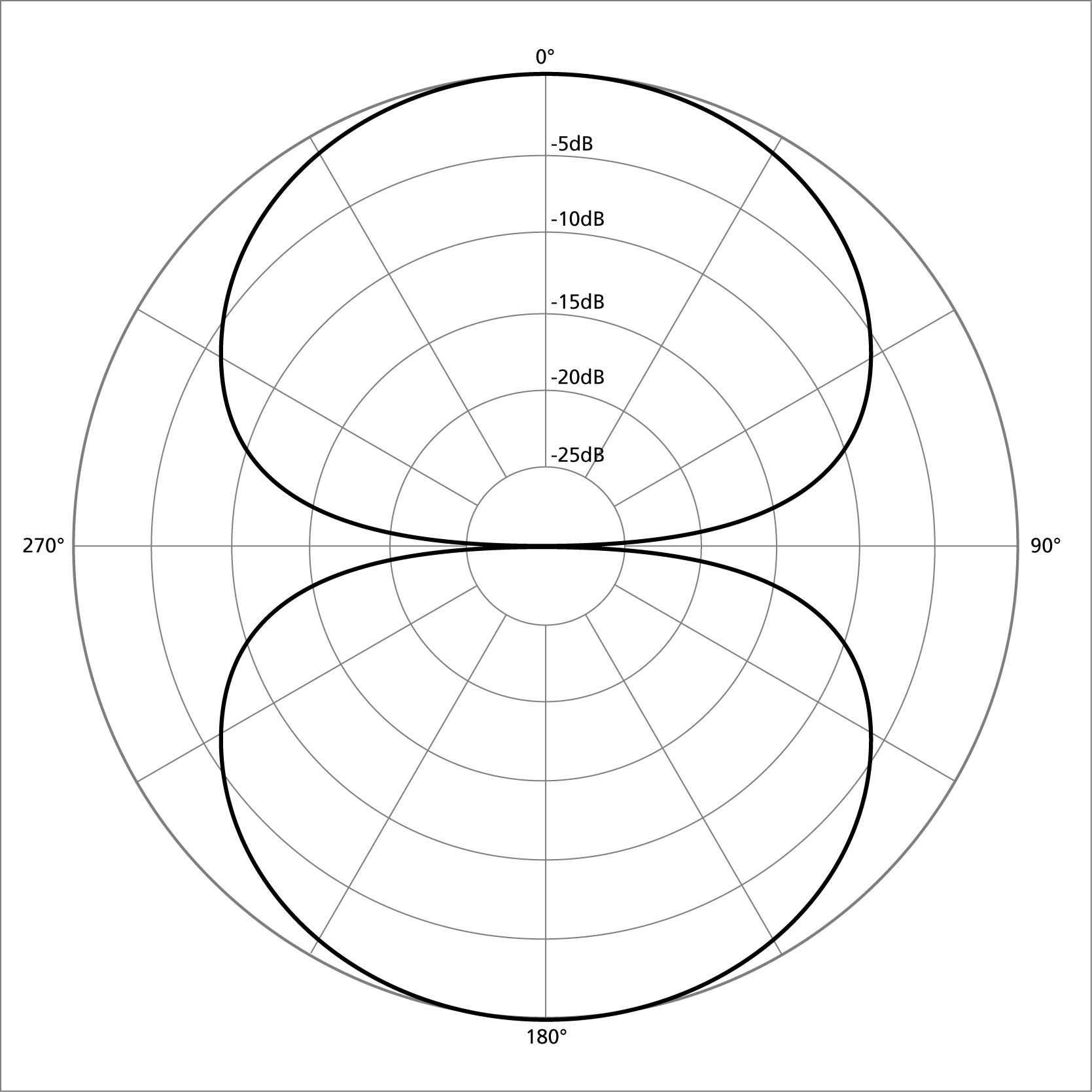
Bi-direzionale
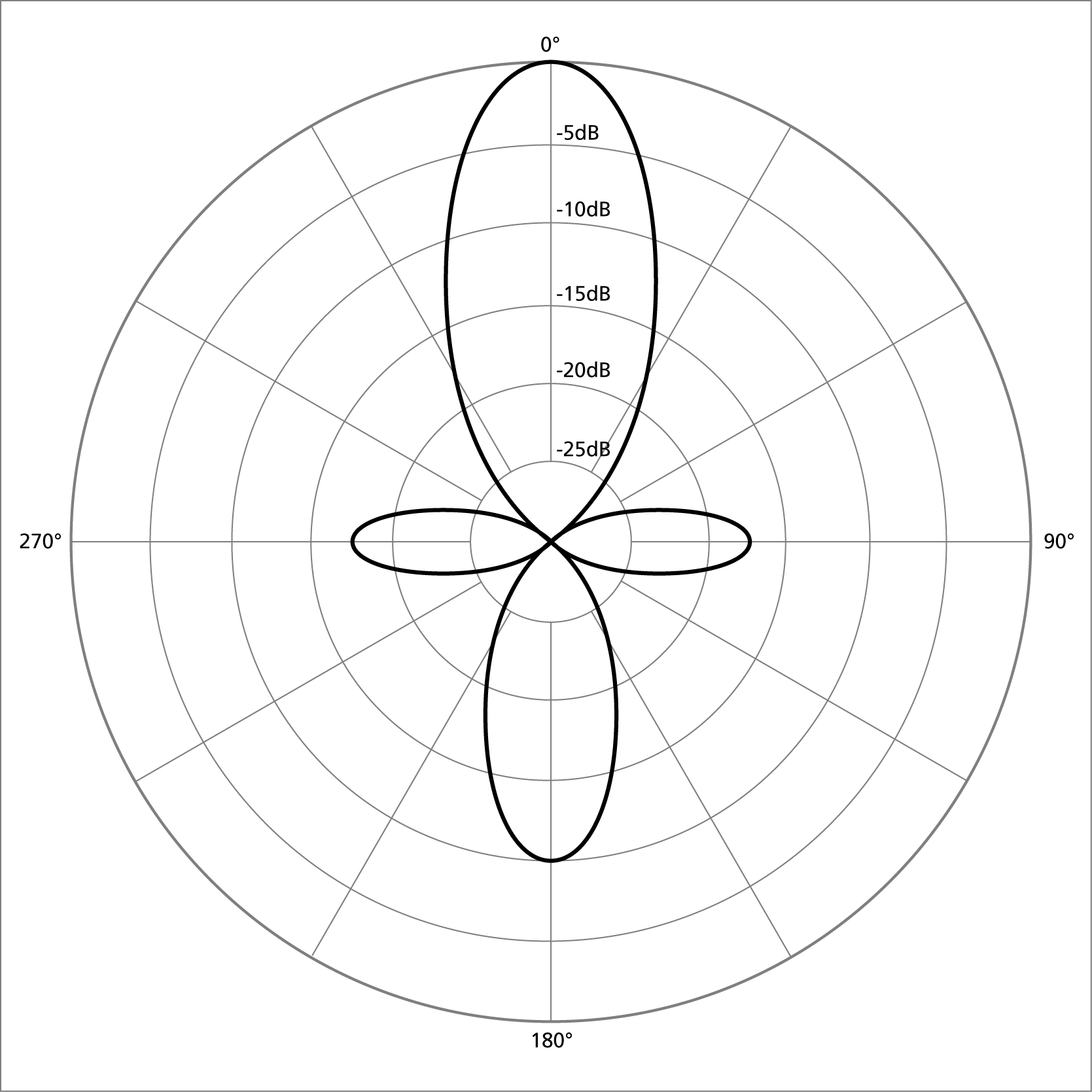
Direzionale (Mezzofucile)

- omnidirezionale - la risposta è pressoché uniforme per qualsiasi angolo di incidenza (diagramma di forma circolare). Il corpo del microfono provoca una leggera caduta nella risposta, specie alle alte frequenze, tanto più trascurabile quanto minore è il diametro del microfono stesso.
- unidirezionale - la risposta è massima se la fonte sonora è posta di fronte al microfono e diminuisce progressivamente se la fonte ruota intorno al microfono (perpendicolarmente al suo asse); questo tipo di risposta è ottenuta combinando una capsula omnidirezionale con una bidirezionale e, a seconda della prevalenza del contributo dell'omnidirezionale, si ottengono figure polari più o meno direzionali:
  - cardioide - presenta un'attenuazione di circa 6 dB ad un angolo di incidenza di 90°, fino a respingere completamente i suoni provenienti da dietro (punto di ripresa nulla a 180° rispetto all'asse); il nome deriva dalla forma del suo diagramma polare, che descrive vagamente un cuore stilizzato.
  - supercardioide - la risposta è simile a quella del cardioide, ma è ancora più direzionale. Presenta un'attenuazione di circa 8,7 dB ad un angolo di incidenza di ±90° e un lobo di ripresa posteriore (dalla sensibilità e risposta in frequenza ridotta); il punto di ripresa nulla è a ±125° rispetto all'asse.
  - ipercardioide - la direzionalità è ancora più accentuata rispetto al supercardioide, con l'effetto di aumentare la sensibilità posteriore. Presenta un'attenuazione di 12 dB ad un angolo di incidenza di 90° ed un lobo posteriore più ampio; il punto di ripresa nulla è a ±110° rispetto all'asse.
- bidirezionale o "figura a otto" - la risposta è massima per i suoni provenienti dal fronte o dal retro del microfono (angoli di incidenza di 0 e 180°), mentre è nulla per i suoni provenienti dai lati (angoli di incidenza di 90° e 270°).

A seconda delle esigenze di ripresa, viene scelta la figura polare più appropriata: i microfoni omnidirezionali sono meno sensibili al vento, risentono meno dell'effetto prossimità, hanno una migliore risposta alle basse frequenze e consentono di ottenere una ripresa globale ed equilibrata (anche della riverberazione della stanza); i microfoni direzionali consentono una ripresa più selettiva, respingendo fonti sonore estranee e minimizzando la ripresa del rumore di fondo e delle caratteristiche acustiche dell'ambiente.